# Kafjärdens församling
Kafjärdens församling är en församling i Rekarne kontrakt i Strängnäs stift. Församlingen ligger i Eskilstuna kommun i Södermanlands län. Församlingen utgör ett eget pastorat. Församlingens område motsvarar den tidigare Kafjärdens landskommun.

## Administrativ historik
Kafjärdens församling bildades 1995 genom sammanslagning av Barva, Hammarby, Jäder, Kjula, Sundby och Vallby församlingar.

## Kyrkor
- Kjula kyrka
- Jäders kyrka
- Barva kyrka
- Vallby kyrka
- Sundby kyrka
- Hammarby kyrka